# 小柴和正
小柴 和正（こしば かずまさ、1931年3月14日 - 2019年6月21日）は、日本の経営者。
株式会社伊勢丹元社長・会長・相談役。日本百貨店協会元会長。

## 経歴
1953年（昭和28年）3月早稲田大学商学部卒業後、同年4月伊勢丹入社。常務、専務を経て、1993年（平成5年）5月代表取締役社長就任。
同年6月代表取締役社長兼営業本部長、1994年2月代表取締役社長、2001年6月代表取締役会長に就任。2003年勲二等瑞宝章受章2008年6月相談役就任。
創業家の小菅家出身者以外で初めて伊勢丹社長に就任、「毎日が、あたらしい。ファッションの伊勢丹」という経営理念を打ちだし、今までのデパートにはない洗練された、斬新なファッションデザインを追求した結果、新宿本店を中心に「ファッションの伊勢丹」という新しいブランドイメージ作りに成功した。
2019年6月21日、急性腎不全のため死去。88歳没。